# Trouxas da Malveira
As Trouxas da Malveira são um tipo de bolo, cuja origem é conventual, que consistem em tortas, ou travesseiros, de pequenas dimensões, recheadas com um creme de baunilha e frutos secos. 
Esta é uma prestigiada e antiga iguaria doce da região de Mafra, com uma grande aceitação por parte de toda a população, representando assim um testemunho etnográfico da cultura local (cultura saloia).
Apesar de existirem diversos estabelecimentos onde o consumo desta iguaria é possível, a típica, tradicional e original Trouxa da Malveira é confeccionada e vendida na Fábrica das Trouxas da Malveira, na Malveira. O estabelecimento é amplo e oferece um espaço com um ambiente agradável e dispõe de Wi-Fi gratuito e de uma zona própria para fumadores. Está aberto ao público de quarta-feira a segunda-feira, das 08:00 ás 20:30, com a exceção de sextas-feiras, dia em que encerra ás 20:00.

## Descrição e confecção
As Trouxas da Malveira são bolos com forma de travesseiros, recheados com um creme de baunilha e frutos secos, com, aproximadamente, 5,5 a 8,5 cm e pesam cerca de 80g. Normalmente são vendidos á unidade ou em caixas de 6 ou 4 unidades.
A confecção destes bolos consiste, inicialmente, na preparação de uma massa de torta, que se assemelha a um pão de ló, com ovos, farinha, açúcar e fermento. Posteriormente, corta-se a massa em pequenos retângulos que se recheiam com um creme abaunilhado, feito a partir de leite, ovos, baunilha, frutos secos (amêndoas torradas), entre outros ingredientes.

## História
As Trouxas da Malveira derivam de uma receita conventual, originária do Convento de Odivelas, inicialmente denominadas de “tortinhas de amêndoa”. 
Foram levadas até á Malveira pela D. Emília de Jesus de Sousa Antunes, que trabalhava para as freiras do convento, juntamente com D. Teresa, amiga de D. Emília e doceira do convento. D. Emília fundou e estabeleceu, na vila da Malveira, terra onde nasceu, a Fábrica das Trouxas da Malveira, em 1906, onde até aos dias de hoje são vendidas as famosas Trouxas da Malveira.
A denominação destas pequenas tortas recheadas com um creme abaunilhado, surge da admiração de D. Emília pela sua mãe, que trabalhava como lavadeira para as senhoras de Lisboa, pois estes bolos fazem lembrar as trouxas de roupa levadas na cabeça das lavadeiras.